# Eilert Løseth
Oluf Eilert Løseth, född den 1 september 1858 i Trondhjem, död den 2 november 1945, var en norsk språkforskare och litteraturhistoriker.
Løseth blev filologie kandidat 1883, varefter hans specialitet blev romanska språk. År 1892 blev han universitetsstipendiat i romansk språkvetenskap och litteraturhistoria i Kristiania samt därjämte 1895 docent i dessa ämnen och 1897 lektor i modern franska. Genom en avhandling i "Romania" hade han redan 1885 gjort sig bemärkt med ett försök till en ny förklaring av italienska litteraturens upprinnelse. År 1888 tog han doktorsgraden på en avhandling om Tristan-romanens gammelfranske prosahaandskrifter, senare utvidgad till det större verket Le roman de Tristan en prose, le roman de Palamede et la compilalion de Rusticien de Pis (Paris, 1891), med djupgående komparativ-analytiska studier i fransk medeltidslitteratur. Till detta arbete sluter sig hans kritiskt reviderande editioner av Gautier d'Arras (1100-talet) fornfranska dikter "Eracle" (1893) och "Illo et Galeroa" (1891), av romanen "Robert le Diable" (Paris, 1903, för "La société des anciens textes français") och av "Le Tristan et le Palaméde des manuscrits français de British museum" (i Kristiania videnskabs-selskabs skrifter, 1915). Bland annat i Notes de syntaxe française (1910) spred han ljus över olika punkter i modernt franskt språkbruk. Løseth skrev dessutom en mängd vetenskapliga uppsatser i tidskrifter och tidningar. Han var 1913–1928 professor i romansk filologi vid universitetet i Kristiania.